# Nürnberg (группа)
Nürnberg — белорусская музыкальная группа в стиле пост-панк из Минска. Группа дает концерты в Европе и других странах, включая Латинскую Америку.

## История
Годом основания музыкальной группы музыканты считают 2016 год. Название группы было взято от немецкого города Nurnberg. Этот город исторически был связан с Великом княжеством Литовским.
Участники группы: Юрий Луговцов (вокал, бас-гитара) и Олег Саутин (гитара).
Свои первые выступления группа начинала с каверов. С 2017 начали активную концертную деятельность. В начале карьеры музыканты играли вместе с такими известными белорусскими группами как Akute и Петлей пристрастия. Так понемногу они заняли свое место на «волне белорусской тёмной музыки».
В 2018 году музыкальный портал TuzinFM назвал группу открытием года.

## Музыкальный стиль
В названиях своих песен и альбомов группа использует белорусскую латиницу.
Участников группы вдохновляет серая обстановка и всеобщая скука. По мнению музыкантов они не исполняют чистый пост-панк, а смешивают его с различными стилями.
Журнал Post-Punk.com характеризует альбом «Adkaz» как более подвижный и значительно отличающийся от их предыдущих работ. Треки отражают индивидуальный опыт во время исторических событий. Альбом затрагивает темы неприязни и проблем с психическим здоровьем, которые относятся к современной восточноевропейской жизни, а также понимание любви и личных отношений.

## Выступления и альбомы
В 2020 был выпущен альбом «Paharda», а вслед за ним в 2021 году вышел сингл Kachannie.
В 2020 группа планировала тур по Германии с посещением Нюрнберга, однако из-за пандемии это не получилось. В 2023 году группа наконец смогла выступить в этом немецком городе.
В 2023 году группа выпустила третий студийный альбом «Adkaz».
В 2024 году в рамках латиноамериканского тура Nürnberg выступили в клубе Amon Solar, в историческом центре Сан-Хосе в Коста-Рике. В этом же году группа покорила сердца колумбийцев. Также был проведён тур по Мексике.
По своим выступлениям в Европе группа работает с букинг агентством Swambooking.

## Дискография
| Название                       | Подробнее |
| ------------------------------ | --- |
| Demo (EP, 2017)                | Death Shadow Records (Кассеты) Young And Cold Records (Винил , Диски) |
| U nikudy (EP, 2018)            | Death Shadow Records (Кассеты) Young And Cold Records (Винил , Диски) |
| Skryvaj (Album, 2018)          | Запись — Роман Комогорцев Сведение , Мастеринг — Роман Комогорцев Death Shadow Records(кассеты) Squall Recordings (Кассеты) Underground Disco Beočin (Кассеты) Fleuret Records (Винил) Deadcity Records (Винил) Young And Cold Records (Винил, Диски) |
| Mora (Single, 2019)            | Запись — Роман Комогорцев Сведение, Мастеринг — Роман Комогорцев Обложка — Юрий Луговцов |
| Paharda (Album, 2020)          | Запись — Роман Комогорцев Сведение, Мастеринг — Роман Комогорцев Обложка — Анфис Рожкальнс Death Shadow Records (Винил) MINIMALKOMBINAT (Диски) Young And Cold Records (Винил , Диски)                                                                |
| Kachanne (Single, 2021)        | Запись — Роман Комогорцев Сведение, Мастеринг — Роман Комогорцев Обложка — Елизавета Чапайкина |
| Kaniec (Single, 2022)          | Запись — Роман Комогорцев, Андрей Бобровка Сведение, Мастеринг — Роман Комогорцев Обложка — Томс Кальнинш |
| Ahida (EP, 2023)               | Запись — Андрей Бобровка Сведение, Мастеринг — Андрей Бобровка Обложка — Александра Михалкович Young And Cold Records (Винил, диски) |
| Znajomstva (Maxi-Single, 2023) | |
| Adkaz (Album, 2024)            | Запись — Роман Комогорцев, Андрей Бобровка Сведение — Андрей Бобровка, Павел Третьяк Мастеринг — Андрей Бобровка Обложка — Джонатан Сирит Young And Cold Records (Винил, диски)                                                                       |

### Другие релизы
- Paharda (Remixes) (Album, 2021)
- U nikudy (Demo, 2017)
- Skryvaj (Demo, 2018 November 1)
- Mora (Acoustic, 2019)
- Ahida (Remixes) (EP, 2023)